# Институт когнитивистики и нейробиологии Общества Макса Планка
Институт когнитивистики и нейробиологии Общества Макса Планка (нем. Das Max-Planck-Institut für Kognitions- und Neurowissenschaften, MPI CBS) — германское научно-исследовательское учреждение в составе Общества Макса Планка.
Занимается исследованием когнитивных способностей человека и лежащих в его основе нейрофизиологических процессов. Особое внимание в исследованиях уделяется овладению языком, восприятию языка и музыки, планированию и выполнению действий, социальной нейронауке и функциональной магнитно-резонансной томографии.
Создан 1 января 2004 года в результате слияния лейпцигского Института нейропсихологических исследований Макса Планка (нем. Max-Planck-Institute für neuropsychologische Forschung, основанного в 1995 году) и мюнхенского Института психологических исследований (нем. Institute für psychologische Forschung, основанного в 1981 году). 
Центры в Мюнхене, специализирующиеся на поведенческих исследованиях, и Лейпциге, специализирующемся на нейробиологии, продолжали существовать в течение переходного периода, длившегося два года. В конце 2006 года мюнхенское учреждение было полностью перенесено в Лейпциг.
По состоянию на 2020-е годы состоит из четырёх отделений, в которых работают 300 учёных и докторантов. Исследуемые области — психология, физика, медицина и информатика, а также лингвистика, музыка и спортивные науки. Техническое оснащение включает четыре магнитно-резонансных томографа по 3 Тл и один из редких томографов с напряжённостью поля 7 Тл.
Директора — Ангела Фридерици (отделение нейропсихологии), Арно Фильрингер (отделение неврологии), Николаус Вайскопф (отделение нейрофизики), куратор отделения психологии — Кристиан Дёллер (Christian Doeller).
Бывшие руководители получают статус почётных директоров, среди них — Таня Зингер (бывшая кафедра социальной нейронауки), руководитель бывший кафедры нейрофизики Роберт Тёрнер, Вольфганг Принц (бывшая кафедра психологии) и бывший директор-основатель ныне закрытой кафедры когнитивной неврологии Детлев-Ив фон Крамон (Detlev Yves von Cramon).